# École supérieure des techniques aéronautiques et de construction automobile
L'École supérieure des techniques aéronautiques et de construction automobile (ESTACA) é uma faculdade de engenharia francesa criada em 1925.
A ESTACA é uma escola privada que forma engenheiros especializados na área dos transportes. Além de suas atividades de formação, a escola também realiza pesquisas aplicadas nos setores aeronáutico, automotivo, espacial, transporte guiado e naval.
Localizada em Montigny-le-Bretonneux e Laval, a escola é reconhecida pelo Estado. Em 25 de setembro de 2012, aderiu ao Groupe ISAE.

## Graduados famosos
- Laurent Mekies, um engenheiro francês
- Rémi Taffin, um engenheiro francês
- Frédéric Vasseur, um engenheiro francês especializado em automobilismo